# Pseudolachlanella
Pseudolachlanella es un género de foraminífero bentónico de la familia Hauerinidae, de la superfamilia Milioloidea, del suborden Miliolina y del orden Miliolida. Su especie tipo es Pseudolachlanella slitella. Su rango cronoestratigráfico abarca desde el Tortoniense (Mioceno superior) hasta la Actualidad.

## Clasificación
Pseudolachlanella incluye a las siguientes especies:
- Pseudolachlanella eburnea
- Pseudolachlanella slitella